# Delfín Sporting Club
Der Delfín Sporting Club ist ein Fußballklub mit Sitz in Manta. Der Klub wurde am 1. März 1989 gegründet unter dem Namen Club Social Delfín. Später wurde der Verein in Delfín Sporting Club umbenannt. Derzeit spielt der Klub in der ecuadorianischen Serie A, der höchsten Spielklasse des ecuadorianischen Fußballs. 2019 wurde er das erste Mal Meister in Ecuador.

## Geschichte
Der Klub wurde 1989 gegründet und startete mit einer starken Saison, als er 1989 die Meisterschaft der Serie B gewann und in seiner ersten Saison in die erstklassige Serie A aufstieg. Überraschenderweise konnte die junge Mannschaft bis 1995 in der Serie A bleiben und stieg dann wieder in die Serie B ab. Während ihrer Zeit in der Serie A erhielt der Klub den Spitznamen El ídolo de Manta (Mantas Idol), ein Spitzname, den zuvor der Manta SC erhielt, der die vorherige Mannschaft aus Manta in der ersten Liga war.
1998 kehrte der Klub in die höchste Spielklasse zurück, um 1999 in die Serie B zurückzukehren und im Jahr 2000 wieder aufzusteigen. Die vorerst letzte Saison in der Serie A war 2001. Im Jahr 2007 stieg der Verein in die drittklassige Segunda Categoría ab. Nachdem sie wieder in die Serie B aufgestiegen waren, schafften sie die Rückkehr in die ecuadorianische Serie A in der Saison 2016, in der ihr argentinischer Stürmer Maximiliano Barreiro mit 26 Treffern der Torschützenkönig der Liga wurde.
Die folgende Saison 2017 war ein historisches Jahr für den Klub, in dem er mit nur einer Niederlage im Hinspiel stark war und die Primera Etapa der ecuadorianischen Serie A gewann. Damit qualifizierte sich Delfín zum ersten Mal automatisch für die Copa Libertadores und war damit die erste Mannschaft aus der Provinz Manabí, die an einem internationalen Turnier teilnahm. Am 17. Dezember verlor Delfín im Rückspiel des Finales der ecuadorianischen Meisterschaft der Serie A im Estadio Jocay mit 0:2 gegen Club Sport Emelec und beendete damit die Saison als Vizemeister.
Am 5. April 2018 errang Delfín seinen ersten internationalen Sieg nach dem 2:0-Sieg gegen den chilenischen Klub CSD Colo-Colo bei der Copa Libertadores 2018. Am Ende der Ligasaison wurde Delfín Vierter und hatte damit das Ticket für die zweite Copa Libertadores.
2019 war das erfolgreichste Jahr für die Mannschaft, denn sie gewann ihren ersten Serie-A-Titel, und damit gewann gleichzeitig zum ersten Mal eine Mannschaft aus der Provinz einen Meistertitel. Das Entscheidungsspiel der Meisterschaft wurde gegen die LDU Quito mit 2:1 im Elfmeterschießen gewonnen.

## Erfolge
- Ecuadorianischer Meister 2019